# نچورال بریج (ویرجینیا)

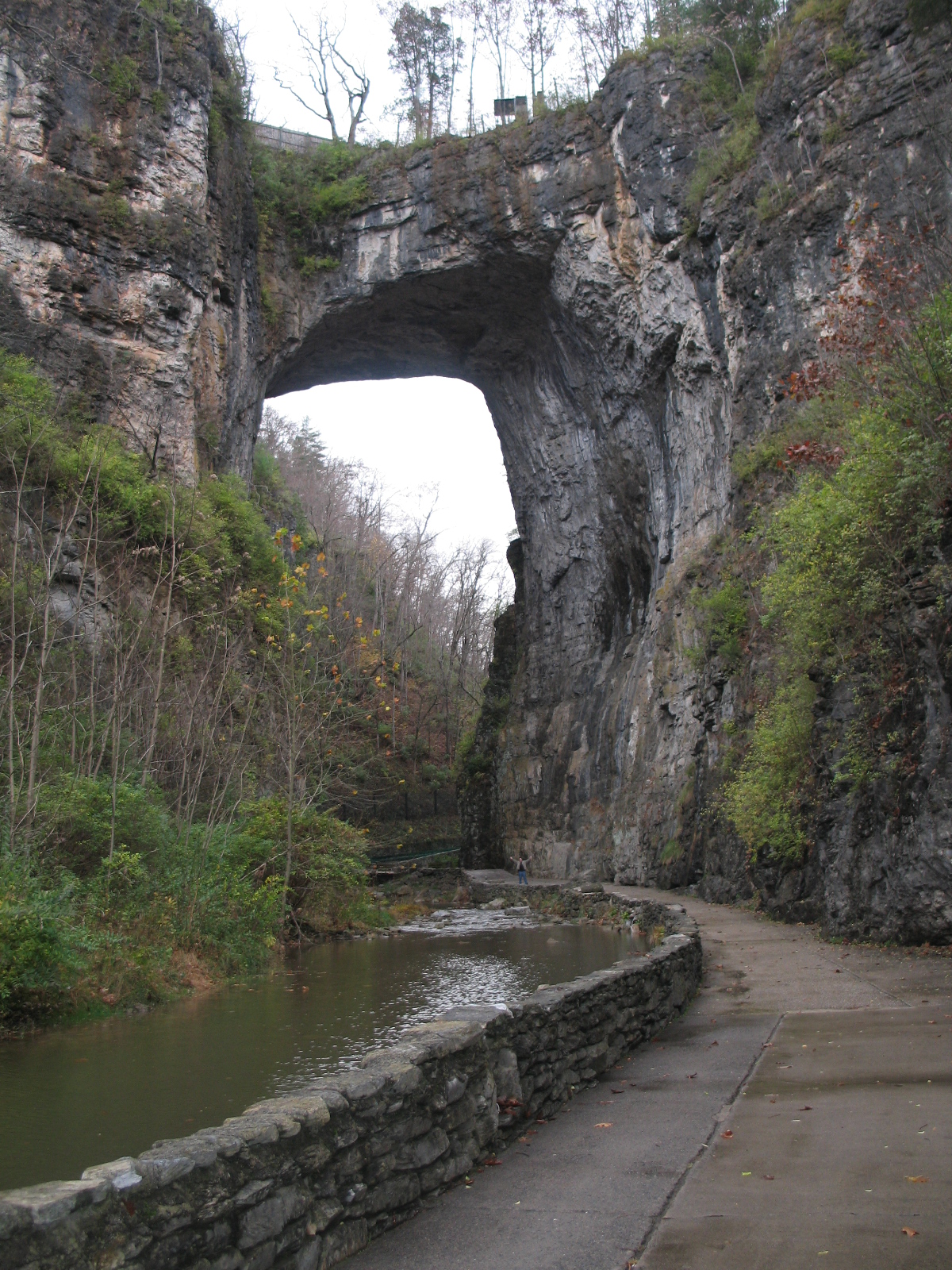
پارکی در نچورال بریج، ویرجینیا

نچورال بریج (به انگلیسی: Natural Bridge) یک منطقهٔ مسکونی در ایالات متحده آمریکا است که در Rockbridge County واقع شده‌است. نچورال بریج ۳۲۷٫۹۷ متر بالاتر از سطح دریا واقع شده‌است.